# Achatia multifaria
Achatia multifaria là một loài bướm đêm trong họ Noctuidae.